# Manuel Villar Olivera
Pour les articles homonymes, voir Olivera.
Manuel Villar Olivera (30 mars 1801 - 6 octobre 1889) était un contre-amiral péruvien qui a eu une longue carrière dans l’armée de son pays, de la guerre d'indépendance du Pérou  à la guerre du Pacifique. Il est surtout connu pour avoir commandé l’escadre alliée péruvo-chilienne lors du combat d'Abtao, affrontant l’escadre espagnole du Pacifique pendant la guerre hispano-sud-américaine.

## Premières années
Manuel Villar Olivera est né dans la ville de Lima, alors capitale de la vice-royauté du Pérou. Il est le fils de Pascual Villar, colonel d’artillerie de l’armée royale du Pérou, et d’Agustina Olivera
Il fit ses premières études navales à l’Académie royale navale de Lima et fut admis comme aspirant en 1819.

## Indépendance du Pérou et guerre avec l’Espagne
En 1820, il rejoint l’armée patriotique du général José de San Martín, lorsque l’expédition libératrice arrive sur les côtes péruviennes. Sur les ordres de lord Cochrane, il prit part à la capture de la frégate Esmeralda, le navire le plus puissant que les Espagnols avaient alors à Callao. Il fait ensuite partie de l’escadre péruvienne naissante sous le commandement de Martin Guisse, un officier britannique vétéran de la bataille de Trafalgar.

## Carrière navale
Après la guerre avec l’Espagne, il fait la campagne navale dans le nord, pendant la guerre Grande Colombie-Pérou, faisant partie de l’équipage de la frégate Presidente, toujours sous le commandement de Martín Guise. Il se distingua dans les combats du blocus de Guayaquil jusqu’à la capitulation du port en 1829. En raison de ses mérites, il est promu lieutenant d’une frégate. En 1834, il est promu sous-lieutenant.
En 1835, il soutient le général Felipe Santiago Salaverry dans la guerre contre Andrés de Santa Cruz. Salaverry fut alors vaincu et fusillé, et Olivera fut chassé des rangs militaires, comme beaucoup d’autres officiers, mais peu de temps après, il a été réintégré au service actif et autorisé à poursuivre sa carrière militaire. Il sert ensuite la Confédération péruvio-bolivienne à bord du brick Flor del Mar et de la corvette Socabaya.
Après la fin de la Confédération en 1839, il est de nouveau radié des cadres, puis passe dans la marine marchande jusqu’en 1847. Il navigue le long des côtes de la Chine, de l’Australie et du Brésil.
En 1853, il est envoyé aux États-Unis par le président José Rufino Echenique pour superviser la construction des bateaux à vapeur Tirado et Huallaga, avec lesquels il revient par l’embouchure de l’Amazone en 1854, se consacrant à des travaux d’exploration en Amazonie péruvienne. Après la bataille de La Palma le 5 janvier 1855 et le renversement d’Echenique, il est de nouveau démis du service.
Il rejoignit la marine après la présence agressive de l’escadre espagnole du Pacifique sur la côte péruvienne. À bord de la frégate Apurímac, il prend le commandement de la division navale péruvienne, qui comprend également la frégate Amazonas et les corvettes América et Unión. Allié à deux navires chiliens, il affronte les frégates espagnoles Villa de Madrid et Blanca lors du combat d'Abtao qui se déroule le 7 février 1866. Les alliés sud-américains la célébrèrent comme une victoire, car les frégates espagnoles se retirèrent sans pouvoir briser la résistance de la flotte alliée. Villar a été déclaré par le gouvernement péruvien « Ayant bien mérité de la Patrie à un degré héroïque et éminent ».
Au cours des années suivantes, il fut membre des Offices of Recognition and Reform of Naval Ordinances.

## Guerre du Pacifique
Au début de la guerre du Pacifique, malgré ses 78 ans, il demande à recevoir le commandement du fort Santa Rosa, à Callao. Il est nommé secrétaire à la Marine par le gouvernement dictatorial de Nicolás de Piérola, en janvier 1880.
Il a contribué aux préparatifs de la campagne de Lima. Le 5 janvier 1881, il est promu contre-amiral. Lors de la bataille de San Juan et Chorrillos le 13 janvier 1881, il est responsable des batteries de Morro Solar, où il combat jusqu’au dernier coup de feu.

## Mort

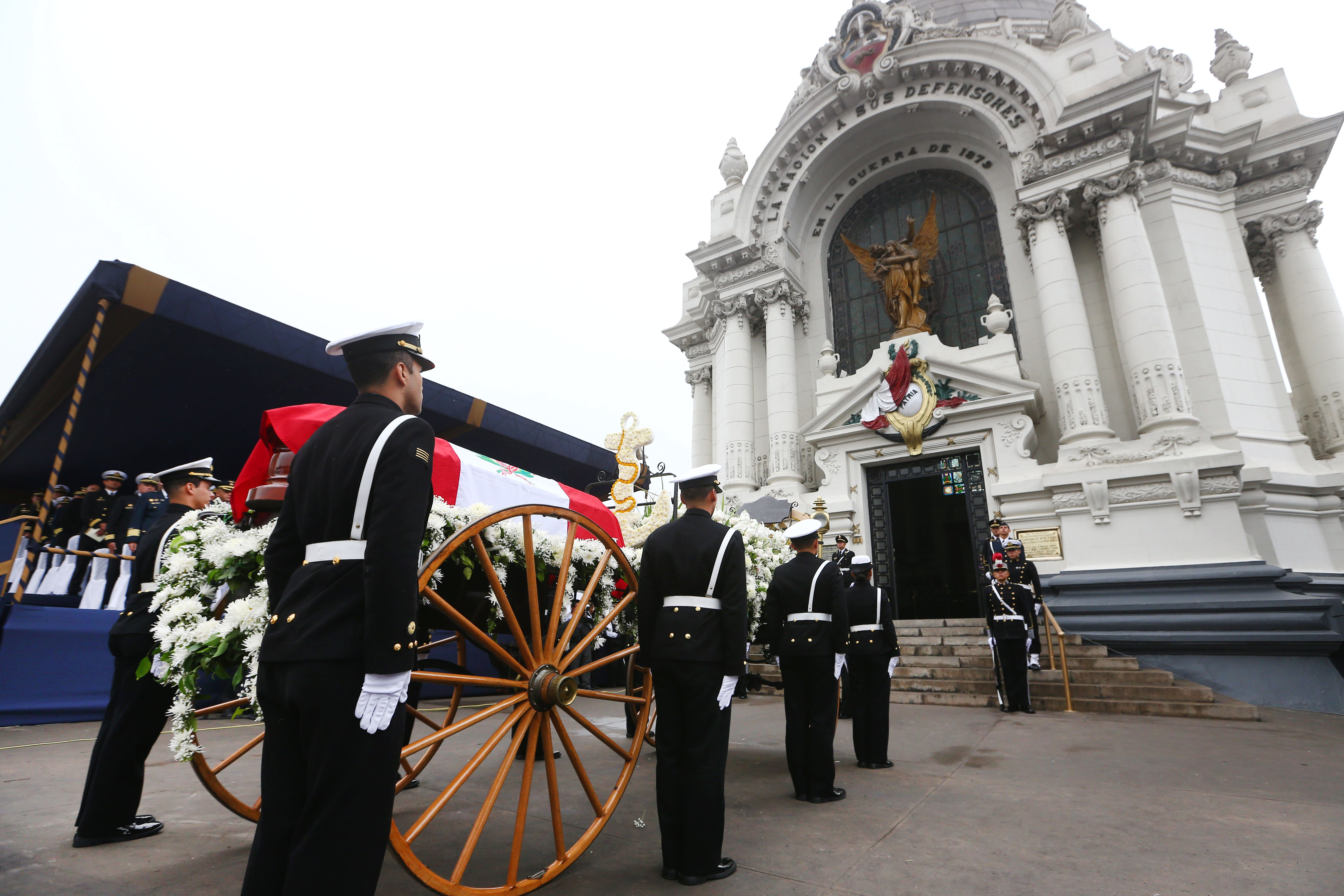
Depuis le 1er juin 2017, la dépouille du contre-amiral Manuel Villar repose dans la crypte des héros.

Il se retira de la vie publique et mourut à Callao en 1889.
Ses restes ont été inhumés dans la caserne San Gavino 11-C du cimetière Presbítero Maestro, jusqu’à ce que, par la Résolution suprême n° 394-2016-DE du 21 octobre 2016, ils soient exhumés et transférés dans la crypte des héros du cimetière Presbítero Matías Maestro. La cérémonie a eu lieu le 1er juin 2017, en présence du ministre de la Défense Jorge Nieto Montesinos, du chef du commandement interarmées des forces armées, l’amiral José Luis Paredes Lora, des autorités militaires, politiques et ecclésiastiques, ainsi que des descendants et proches du héros.